# Molaliteit
De molaliteit is een maat voor de concentratie van een opgeloste stof. Als symbool voor deze grootheid wordt {\displaystyle m} of {\displaystyle b} aanbevolen, waarbij b minder verwarring met de massa veroorzaakt. De molaliteit is gedefinieerd als de verhouding van de hoeveelheid opgeloste stof B op de massa oplosmiddel A. 
{\displaystyle b_{\mathrm {B} }={\frac {n_{\mathrm {B} }}{m_{\mathrm {A} }}}}
De SI-eenheid van molaliteit is mol/kg, soms genoteerd als m, de zogeheten molaal (niet te verwarren met M, de molair).
Dikwijls ontstaat er verwarring met de molariteit, de hoeveelheid opgeloste stof per volume oplossing.
Het rekenen met de molaliteit in plaats van met de molariteit heeft als voordeel dat de molaliteit (net als de molfractie) niet verandert bij verandering van temperatuur en druk. De molariteit verandert wel, omdat het volume temperatuur- en drukafhankelijk is. Als met de molaliteit gerekend wordt, hoeft met deze verandering geen rekening gehouden te worden. De massa van het oplosmiddel blijft immers constant.

## Verband tussen molaliteit en andere concentraties
Het verband tussen molariteit (c) en molaliteit (b) wordt, bij lage concentraties, gegeven door:
{\displaystyle b_{\mathrm {B} }={\frac {n_{\mathrm {B} }/V}{m_{\mathrm {A} }/V}}={\frac {c_{\mathrm {B} }}{\rho _{\mathrm {A} }}}}
waarbij ρA de massadichtheid van het zuiver oplosmiddel voorstelt.
Bij hogere concentraties moeten we informatie bezitten over de dichtheid van de oplossing zelf om de conversie te kunnen maken, omdat molariteit op het volume van de oplossing (niet: het oplosmiddel) gebaseerd is.
Voor oplossingen van één opgeloste stof B in een oplosmiddel A worden onderstaande omzettingsformules gevonden.

### Molariteit
{\displaystyle c_{\mathrm {B} }={\frac {\rho \,b_{\mathrm {B} }}{1+b_{\mathrm {B} }M_{\mathrm {B} }}}\ \mathrm {\ \ of\ \ } \ b_{\mathrm {B} }={\frac {c_{\mathrm {B} }}{\rho -c_{\mathrm {B} }M_{\mathrm {B} }}}}
ρ is massadichtheid van oplossing, b molaliteit, en MB is molaire massa van de opgeloste stof.

### Massaconcentratie
{\displaystyle \rho _{\mathrm {B} }={\frac {\rho \,b_{\mathrm {B} }\,M_{\mathrm {B} }}{1+b_{\mathrm {B} }M_{\mathrm {B} }}}\ \mathrm {\ \ of\ \ } \ b_{\mathrm {B} }={\frac {\rho _{B}}{M_{\mathrm {B} }(\rho -\rho _{B})}}}

### Massafractie
{\displaystyle w_{\mathrm {B} }={\frac {b_{\mathrm {B} }\,M_{\mathrm {B} }}{1+b_{\mathrm {B} }\,M_{\mathrm {B} }}}\ \mathrm {\ \ of\ \ } \ b_{\mathrm {B} }={\frac {w_{\mathrm {B} }}{M_{\mathrm {B} }(1-w_{\mathrm {B} })}}}

### Molfractie
{\displaystyle x_{\mathrm {B} }={\frac {M_{\mathrm {A} }\,b_{\mathrm {B} }}{1+M_{\mathrm {A} }\,b_{\mathrm {B} }}}\ \mathrm {\ \ of\ \ } \ b={\frac {x_{\mathrm {B} }}{M_{\mathrm {A} }(1-x_{\mathrm {B} })}}}
waarbij MA is molaire massa van het oplosmiddel is.